# تانيا ميدينا
تانيا ميدينا هي جَرّاحة دومينيكانية، ولدت في 12 أبريل 1982 في لا رومانا في جمهورية الدومينيكان.